# Grupa generała Józefa Lasockiego
Grupa generała Józefa Lasockiego – wyższy związek taktyczny Wojska Polskiego okresu wojny polsko-bolszewickiej.

## Struktura organizacyjna
Skład w listopadzie 1919:
- dowództwo grupy
- 8 Dywizja Piechoty
- 1 Dywizja Litewsko-Białoruska